# José Roberto Alejos Cámbara
José Roberto Alejos Cámbara (* 1961 in Guatemala-Stadt) ist ein guatemaltekischer Politiker und Parlamentspräsident im Kongress der Republik Guatemala.

## Leben
Sein Bruder Gustavo Adolfo Alejos Cámbara (* 1967) ist  Eigentümer von Hilos y Más, Servicios Técnicos, Corporación Inmobiliaria A.M. S.A., Inmobiliaria Alejos Jansa, S.A., der Fincas Los Cerritos, La Esmeralda, Macadamianußexporteur, Geschäftsführer des Conjunto Magno von Jack Irving Cohen Cohen und Privatsekretär von Álvaro Colom Caballeros. Sein Vetter ist Luis Alejandro Alejos Olivero, welcher bis 1. Juni 2009 Minister für Kommunikation, Infrastruktur und Wohnungsbau war.
José Roberto Alejos Cámbara studierte in Alabama Betriebswirtschaft, an der Universität Rafael Landívar Rechtswissenschaft, an der Interparlamentarischen Union in Genf parlamentarische Verfahrensweisen, an der University of Massachusetts Boston Internationale Politik. Er verfügt über ein Diplom als Verwaltungswirt einer Unternehmensschule, eines für Management der INCAE - Harvard School of Business in Nicaragua, eines für Rhetorik der Universidad Francisco Marroquín.
José Roberto Alejos Cámbara war einer der jüngsten Abgeordneten in der Geschichte Guatemalas, er war Mitglied der verfassungsgebenden Versammlung 1985. José Roberto Alejos Cámbara ist Mitglied der Unidad Nacional de la Esperanza.